# Avenue du Général-de-Gaulle (La Défense)
Pour les articles homonymes, voir Avenue Charles-de-Gaulle.
Ne pas confondre avec l'avenue du Général-de-Gaulle créée à Puteaux en 1998
L'avenue du Général-de-Gaulle est une ancienne voie de communication située à la limite des communes de Courbevoie et Puteaux (Hauts-de-Seine). Elle coïncidait avec le tracé de la route nationale 13 et était empruntée par la ligne 58 de tramway reliant Paris à Saint-Germain-en-Laye.
Elle a été supprimée au début des années 1970 lors de la construction du quartier d'affaires de La Défense, remplacée par l'esplanade du Général-de-Gaulle, dalle piétonne, la circulation automobile de transit empruntant le boulevard circulaire (aujourd'hui « boulevard Patrick-Devedjian ») ou, à partir de 1996, le tunnel de Nanterre-La Défense.

## Situation et accès
Cette avenue était accessible par la gare de Puteaux ou la station de métro Pont de Neuilly, alors terminus de la ligne 1 du métro de Paris.

## Origine du nom
Elle a été nommée en l'honneur de Charles de Gaulle (1890-1970), général, chef de la France libre et ultérieurement président de la République française de 1959 à 1969.

## Historique

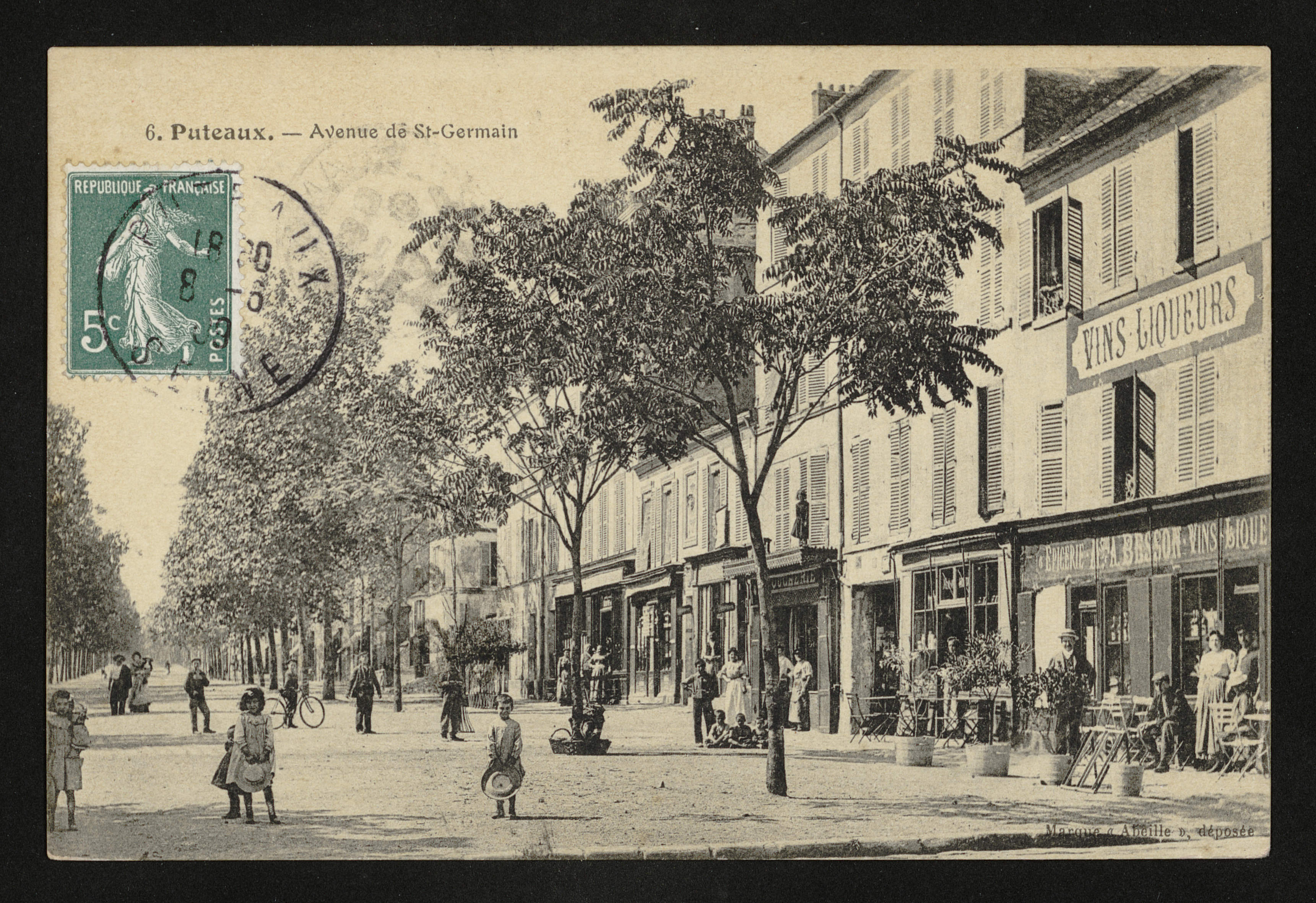
Puteaux, avenue de Saint-Germain.

Cette voie de communication a été créée en 1763 pour relier Saint-Germain à Paris, et fut alors appelée « route de Saint-Germain » puis, plus tard, « avenue de Saint-Germain » et ensuite « avenue de La Défense ».
Après la Première Guerre mondiale, elle a pris le nom d'« avenue du Président Wilson », en hommage au président des États-Unis Woodrow Wilson.

## Bâtiments remarquables et lieux de mémoire
- Église Notre-Dame-du-Perpétuel-Secours de Puteaux.
- Écoquartier des Bergères.